# Партньори (филм, 1994)
„Партньори“ (на английски: Second Best) е британска драма от 1994 г. на режисьора Крис Менджес, базиран на едноименния роман от 1991 г., написан от Дейвид Кук, който също пише сценария. Във филма участват Уилям Хърт, Джон Хърт и Крис Клиъри Майлс.

## Актьорски състав
- Уилям Хърт – Греъм Холт
- Крис Клиъри Майлс – Джеймс
- Джон Хърт – Чичо Търпин
- Джейн Хорокс – Деби
- Алън Къминг – Бърнард
- Кийт Алън – Джон
- Джейк Оуен – Джеймс на 3 години